# キース・バルデ
キース・バルデ（英: Kees Baldé）は、国際連合大学（UNU）のコンサルタントを務めているオランダの専門家である。
別表記に「Dr. Cornelis Peter Baldé」などがある。

## 概要
2008年にユトレヒト大学で水素貯蔵に関する化学の博士号を取得したのち、オランダ統計局の環境統計チームで廃棄物に関する統計の責任者を務め、副部長としても勤務し、オランダ代表として数々の国際会議に出席した。
2011年にオランダのグリーン成長に関する報告書を作成している。
2012年からはバルデは国連大学サステイナビリティ高等研究所（Institute for the Advanced Study of Sustainability、略: UNU-IAS）でコンサルタントを務めている。同時に彼はオランダ統計局のメンバーとしても時間を割き、ヨーロッパの国家間におけるE-wasteの処理を評価して、開発のためのICT測定に関するパートナーシップの観点からE-wasteの処理におけるガイドラインを制定している。また、バルデは欧州連合でのWEEE指令を作り直すのにも携わっている。
バルデは国連大学で行われている持続可能な循環型プロジェクトの研究調整官を務めている他、2015年7月からはNationaal (W)EEE Registerで取締役を務めている。
また、The Global E-waste Monitorの執筆者としても活動している他、ProSUMやORAMAなどの都市鉱山や循環型経済などのEUの研究プロジェクトにも携わっている。
2018年には自身の携わった「Global e-waste monitor 2017」が「European Advanced SDG Award」を受賞している。
また、オランダ統計局は、2012年の「Green Growth in the Netherlands」での出版の指揮をとったことからイノベーション賞を授与している。
また、バルデはオランダ政府からオランダ廃棄物電子・電子機器登録簿の理事会に選出されている。
バルデはUNECEの欧州統計学者会議の廃棄物に関する統計の特別委員会の議長を務めている。
バルデは、『E-waste Monitor 2014 - Quantities, flows and resources』と題された報告書ではE-wasteの年間排出量が2、3年の間に600万トンも増えると予測し、問題視している。
その他にもバルデは、「アフリカにおけるデータ収集及び適切なSDG指標のモニタリング方法論」と題されたパネルディスカッションでは国連大学副学長欧州事務所持続型循環プログラムの上級職員として発表を行い、急拡大して問題視されている電気電子機器廃棄物（WEEE）への注意喚起を行うとともに、WEEEの中に含まれているのは有害物質だけではなく、利用価値のある貴重な物質も含まれていることを強調した。
2021年にマイク・アナネとともにNetherlands-based De Balie Academie主催の「What a Waste: The challenge of environmental colonialism」というイベントに参加した際は、ガーナのアグボグブロシーに触れ、先進国がアフリカで電子機器を投棄している習慣に対して言及し、70%ほどがまだ機能していて、30%ほどが廃棄物で機能していなかったことを発表するとともに、中古家電などがアフリカに出荷されたのちも該当する機器は数年は修理などで持つだろうが、それ以降はその国でも廃棄物になることを忘れてはいけないというメッセージを残している。